# Nicolea Ghineraru
Nicolea Ghineraru, romunski general, * 14. december 1888, † 23. februar 1969.